# A3 (motorväg, Belgien)
A3 är en motorväg i Belgien som går mellan Bryssel och gränsen till Tyskland. Motorvägen går via Leuven och Liège. Denna motorväg är en viktig länk mellan Bryssel och Tyskland.

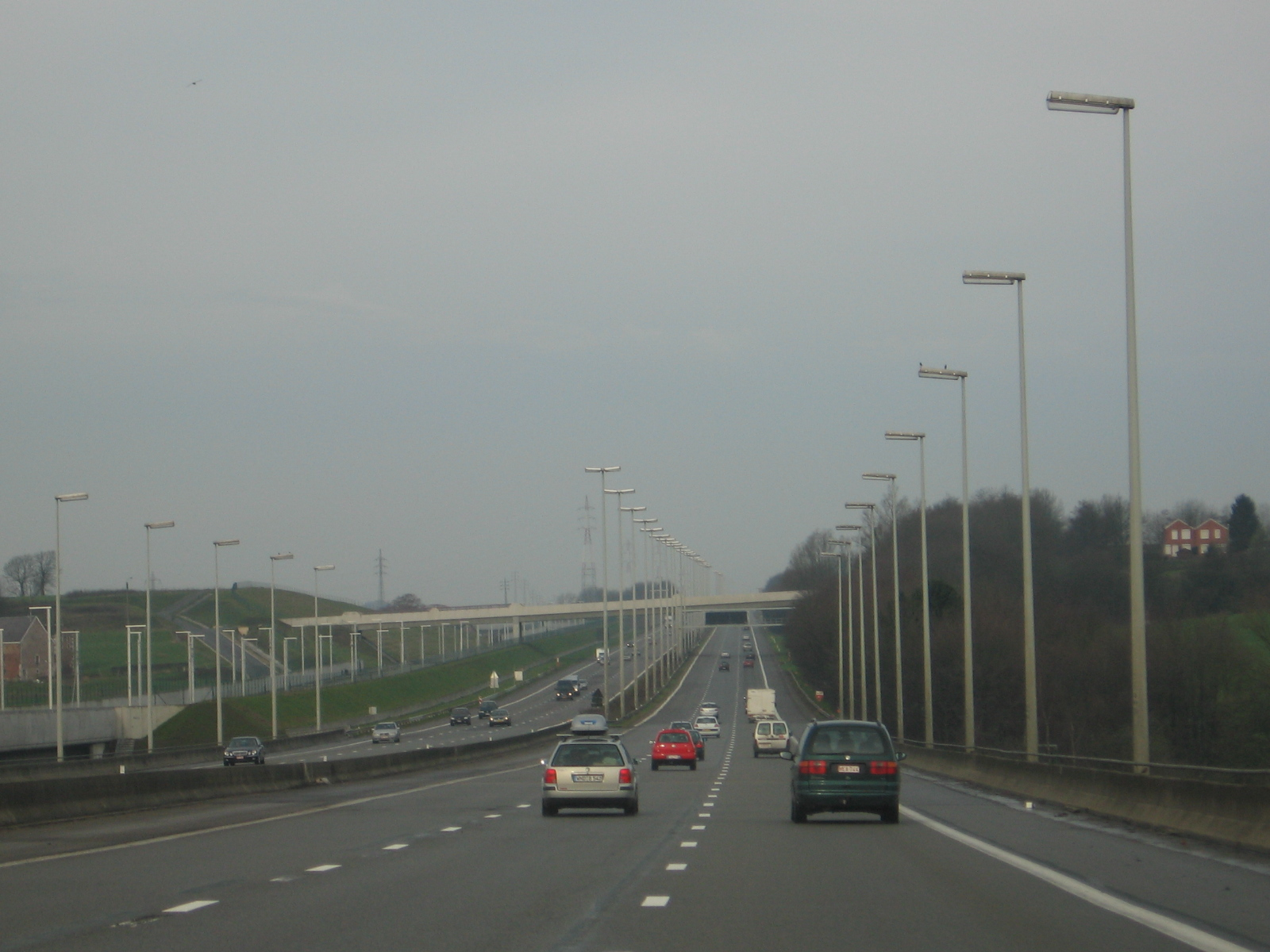
A3